# Екатериновка (Ишимбайский район)
Екатериновка — деревня в Ишимбайском районе Башкортостана, входит в состав Янурусовского сельсовета.

## История
Екатериновка возникла перед 1870 годом. В ней было 66 дворов и 443 жителя. В 1920 г. — 165 домов и 921 человек.

## Население
| 2002 | 2009 | 2010 |
| ---- | ---- | ---- |
| 19   | ↗36  | ↘21  |

## Географическое положение
Расстояние до:
- районного центра (Ишимбай): 40 км,
- центра сельсовета (Янурусово): 3 км,
- ближайшей ж/д станции (Стерлитамак): 36 км.

## Языковые особенности
Распространены среднерусские окающие говоры, входящие, по  З.П. Здобновой, в одну группу говоров, распространенного в селениях:  Килеево (1), Михайловка (5), Старогусево (6) Бакалинского; Сергеевка Дюртюлинского (9); Ново-Михайловка Шаранского (20); Казанка Благоварского (21); Вольно-Сухарево (33), Подымалово (35), Нижегородка (44), Александровка (54) Уфимского; Игнатовка (42), Дурасово (45) Чишминского; Николаевка (61), Ирныкши (64), Архангельское (65) Архангельского; Левашовка (88), Наумовка (154) Стерлитамакского; Столяровка (93), Воскресенское (114), Привольное (116) Мелеузовского; Красноусольский (106), Буруновка (107) Гафурийского; Екатериновка Ишимбайского (108); Петропавловка (133), Староисимово (139) Кугарчинского; Ивановка (151), Новопетровское (157) Хайбуллинского; Филипповка Чекмагушского (167) районов.